# Chiesa di Notre-Dame du Sablon
La chiesa di Nostra Signora delle Vittorie al Sablon (in francese: Église de Notre-Dame des Victoires au Sablon, in fiammingo: Onze Lieve Vrouw op de Zavel) è uno degli edifici più importanti di Bruxelles e un vero capolavoro dello stile Gotico brabantino.

## Storia e Architettura

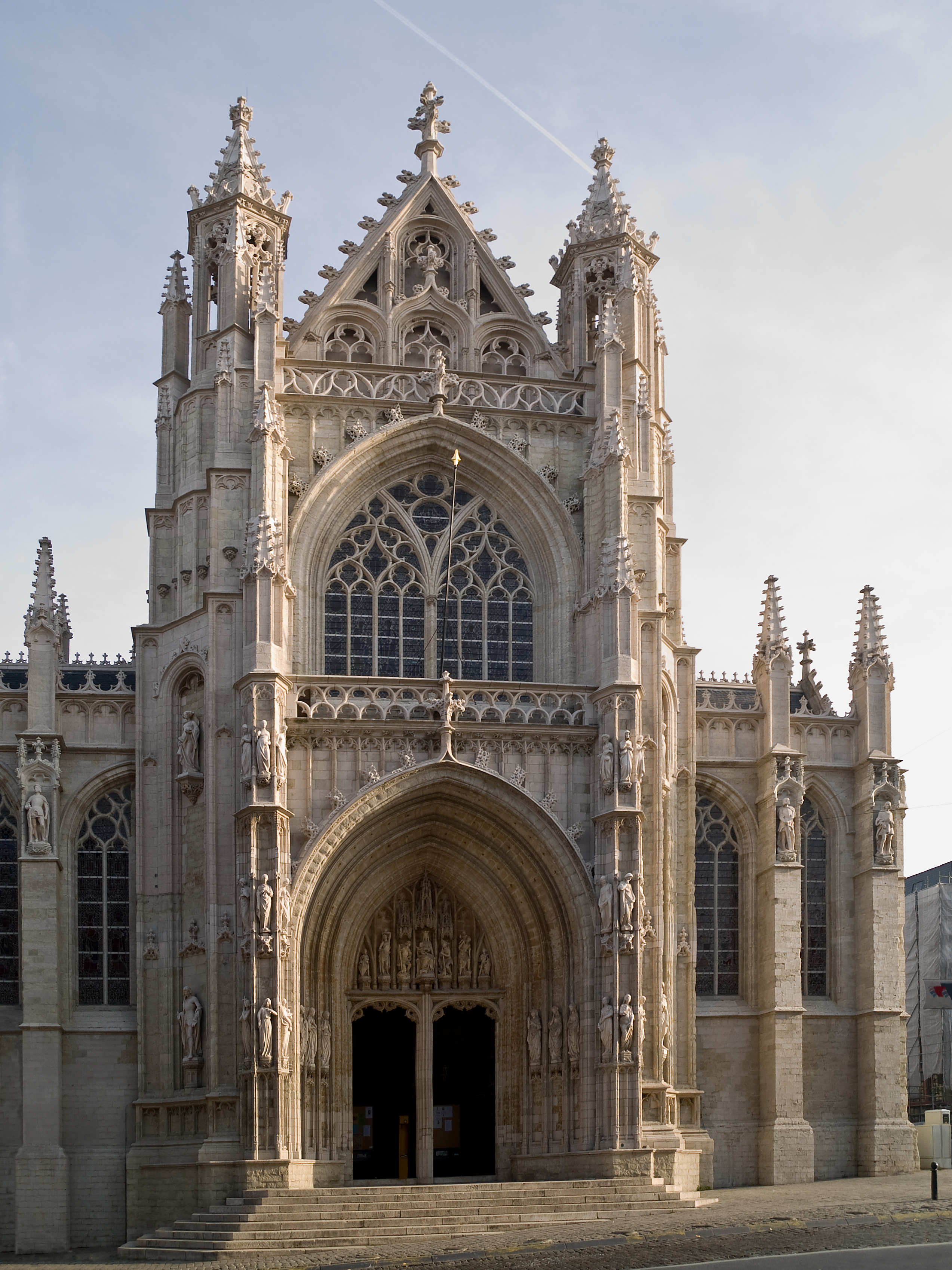
La facciata

La costruizione della chiesa iniziò nel 1304 e doveva essere la cappella della corporazione dei balestrieri di Bruxelles ma un secolo dopo venne notevolmente ampliata per accogliere i pellegrini attratti dai presunti poteri curativi della statua della Madonna che vi è conservata e che è all'origine dell'Ommegang.
L'edificio, dalle eleganti proporzioni e sublimi particolari decorativi architettonici presenta una buona uniformità stilistica ed è rimasto pressoché intatto nei secoli; alla fine dell'Ottocento ha subito aggiunte posteriori e manipolazioni nei prospetti esterni (guglie e pinnacoli).
L'interno, di ampie dimensioni e caratterizzato da volte a crociera e grandi polifore, è diviso in cinque navate da pilastri a fascio nelle navate laterali, e rotondi nella navata centrale. A questi ultimi vennero apposte delle statue seicentesche degli Apostoli. 
Fra le arcate della navata centrale, sul lato destro, si trova un monumentale pulpito in legno del 1697 opera di Maarten de Vos. Alla destra del coro si apre la sfarzosa Cappella di Saint-Maclou, del 1690 e decorata nel Settecento. 
All'interno della chiesa sono sepolti diversi membri della famiglia Thurn und Taxis.